# Ревест-ле-Рош
Реве́ст-ле-Рош (фр. Revest-les-Roches) — коммуна на юго-востоке Франции в регионе Прованс — Альпы — Лазурный берег, департамент Приморские Альпы, округ Ницца, кантон Ванс. До марта 2015 года коммуна административно входила в состав упразднённого кантона Рокестерон (округ Ницца).
Площадь коммуны — 8,61 км², население — 197 человек (2006) с выраженной тенденцией к росту: 211 человек (2012), плотность населения — 24,5 чел/км².

## Население
Население коммуны в 2011 году составляло — 210 человек, а в 2012 году — 211 человек.
| 1962 | 1968 | 1975 | 1982 | 1990 | 1999 | 2005 | 2006 | 2010 | 2011 | 2012 |
| ---- | ---- | ---- | ---- | ---- | ---- | ---- | ---- | ---- | ---- | ---- |
| 40   | 25   | 25   | 49   | 122  | 162  | 192  | 197  | 212  | 210  | 211  |

Динамика численности населения:

## Экономика
В 2010 году из 110 человек трудоспособного возраста (от 15 до 64 лет) 85 были экономически активными, 25 — неактивными (показатель активности 77,3 %, в 1999 году — 68,8 %). Из 85 активных трудоспособных жителей работали 75 человек (38 мужчин и 37 женщин), 10 числились безработными (6 мужчин и 4 женщины). Среди 25 трудоспособных неактивных граждан 4 были учениками либо студентами, 13 — пенсионерами, а ещё 8 — были неактивны в силу других причин.
На протяжении 2010 года в коммуне числилось 75 облагаемых налогом домохозяйств, в которых проживало 155,0 человек. При этом медиана доходов составила 18 тысяч 562 евро на одного налогоплательщика.